# 機動戦士ガンダム エコール・デュ・シエル
『機動戦士ガンダム エコール・デュ・シエル 天空の学校』（きどうせんしガンダム エコール・デュ・シエル てんくうのがっこう）は、美樹本晴彦の漫画、およびそれをもとにした中原健一著の小説。角川書店発刊の『ガンダムシリーズ』専門の漫画雑誌『ガンダムエース』で連載している。

## 概要
宇宙世紀0085年からグリプス戦役までを舞台に、モビルスーツパイロット養成学校「エコール」に関わる人々の人間模様とニュータイプ研究をめぐる陰謀を交えた作品。当初、6話前後で完結する予定だったが連載が継続されたため、3部構成にまで物語が拡張するに至った。
『機動戦士ガンダム0080 ポケットの中の戦争』『GUNDAM THE RIDE』『ガンダム新体験 グリーンダイバーズ』に作画・キャラクターデザインで関わった著者の作品であり、『ガンダムエース』誌に連載された『機動戦士ガンダム THE ORIGIN』や『機動戦士ガンダム C.D.A. 若き彗星の肖像』と並ぶ看板作品となったが、2008年8月号から2010年12月号及び2011年6月号以降長期の休載となっている。美樹本は2009年より姉妹誌である『マクロスエース』、『ニュータイプエース』において『超時空要塞マクロス THE FIRST』を連載しており、本作の休載はその影響である。
漫画版と並行して、中原健一により小説版『機動戦士ガンダム エコール・デュ・シエル 天空の少女』が発売されている。漫画版の主人公であるアスナのライバルであるエリシア・ノクトンが主人公となっているが、続刊が諸事情により中止されたため、予定していたエピソードが漫画版第3部にて描かれている。

## あらすじ

### 第1部 エコール編
一年戦争終了後の宇宙世紀0085年4月、北米にある地球連邦軍のモビルスーツパイロット養成学校、通称「エコール」に、サイド3「ジオン共和国」から少女アスナが入学してくるところから物語が始まる。
入学の背後にはニュータイプに絡み連邦軍、ティターンズ、軍需産業といったメンバーで構成される「委員会」なる組織も暗躍していた。
ニュータイプの資質を垣間見せるアスナや他の生徒たちに、ニュータイプの覚醒には実戦が最適と、「委員会」はマリーらジオン残党の海賊に襲撃を依頼。サイド3へと研修中だった養成学校の生徒を含む艦隊が襲撃され、激戦の末にシンをはじめ多くの生徒が命を落とし、アスナはシンの敵を討つために脱走した。

### 第2部 マリー編
アスナはシンの敵であるマリーら海賊と共にいた。マリーらはシンの敵ではあったが、覚醒したアスナも無意識の内にマリーらの仲間を殺害していたのだった。
補給のため、サイド6に寄港した際にアスナの不注意から、アスナらはティターンズに捕らわれてしまう。どうにか脱出には成功するものの、マリーらのエコール生徒襲撃がティターンズの指示であったことを隠蔽するために、ティターンズはマリーらを殲滅しようとする。時を同じくして、ティターンズと反目していたエゥーゴがグリーンオアシス（サイド７）へ潜入し、ガンダムMk-IIを強奪。時勢は悪化して行く。
ティターンズ部隊との決戦で、マリーは重傷を負い自らの命を散らして、アスナたちを逃がした。

### 第3部 エゥーゴ編
アスナはエゥーゴに所属し、ティターンズと戦っていた。そのティターンズにかつての級友であり、いまは強化人間となったエリシア、教官だったヤハギがいた。
ルオ･カンパニーは元々は「委員会」にも参画していたが、情勢悪化を見て取り、大型モビルアーマー「ダーグウェ」を手土産にエゥーゴに寝返ろうとしていた。そのダーグウェを巡って、専用機ル・シーニュに乗るアスナとエリシアは激戦を繰り広げる。

## 登場人物
一部キャラクターの名前にはクラシック・カメラに関係する名称が含まれる。
例
- エルマリート → ライカのレンズブランドの1つ。ライカマウントレンズの一覧#ライカカメラAG参照
- バルナック → 人名オスカー・バルナックから。バルナック型と呼ばれるカメラもある。ライカのレンジファインダーカメラ製品一覧#バルナック型ボディー参照
- フォクトレンダー → 光学器械メーカーのフォクトレンダー
- ノクトン → フォクトレンダーのレンズブランドの1つ。フォクトレンダーのレンズ製品一覧#ノクトン参照
- フランジバック → フランジバック参照

アスナ・エルマリート
主人公。サイド3出身の少女。争いを好まず、絵画の勉強を志望していたが、家庭と軍の事情により連邦のMSパイロット養成学校に入学させられた。最初、ジオンから来たということで同級生からは「ジオン者」と目の敵にされるが、持ち前の明るい性格と負けん気、エミルの助力もあって周囲とも打ち解ける。学校では落ちこぼれ訓練生であり、特にMS操縦に関してはやる気を示さないが、幼少期に様々な実験訓練を受けており、ニュータイプとしての素養は高い。好意を寄せ合っていたシンの死を切っ掛けに、養成学校から脱走。第2部ではアキラ達一派の一員となる。
様々な近親者との出会いと離別を経て、戦士として精神的に成長し、第3部ではエゥーゴへ参加。リック・ディアス、ル・シーニュに搭乗する。
エリシア・ノクトン
軍需メーカーの社長令嬢でエリート。学校では常にトップの成績を誇っており、軍からも期待されている。表には出さないが努力家。アスナとは良きライバル関係にあったが、持って生まれたニュータイプの才能の差や好意を寄せるシンとの三角関係により、次第に劣等感と敵意を抱いてゆく。後にニュータイプとしての適性が認められ、オーガスタ研究所へと出向。アスナを仮想敵とした強化人間の処置を施される。第3部ではティターンズへ編入されるが、様々な条件付けが施され、精神がかなり不安定な状態になってしまっている。ギャプランの専用改修機に搭乗。
エミル・フォクトレンダー
アスナの友人。一年戦争時にジオンによって両親を亡くし、幼い弟妹を養うために入隊した。当初はジオン出身のアスナを敵対視していたが、次第にうちとけ一番の親友になる。しかし、様々な事件の末、アスナは学校を去り、それでも彼女を庇い続けその行方を気にかけながらも、卒業を迎える事になる。卒業後の行く末は不明。
シン・バルナック
海兵隊出身の少年。劣等生だったアスナのことを励まし、互いに惹かれあってゆく。マリー率いる海賊に襲撃された際には、負傷した状態ながらもジムカナールに搭乗して出撃。アスナを救うため、特攻を敢行するが、アキラの乗るケンプファーによって撃墜され死亡。アスナの心に大きな傷を残し、彼女が連邦軍を脱走する決定的な理由となった。
ヤハギ・フランジバック
エコールの教官。元ジオンの軍人であり、一年戦争時からニュータイプと目され、サイコミュ試験用ザクに搭乗するなど、研究に携わっていた。戦後は、連邦軍の管理下に置かれMS訓練学校の教官として従事する。アスナの母・ハルカとは若い頃に関係があった。本人は知らないがアスナの実の父。
教育熱心でなによりも教え子を守ることを第一としているが、「委員会」の真の目的も知っており、その板挟みとなり苦悶する。のちにオーガスタ研究所に出向となるが、教え子を失う不祥事を起こしてしまう。
第3部ではエリシアと共にティターンズに所属。エリシアを守ろうとするが逆に撃墜され、アスナの乗艦「ツバイカウ」の捕虜にされる形でアスナと再会する。
フォルマ・ガードナー
エコールの教官。元MSパイロット。ニュータイプに並々ならぬ興味を示し、所属する「委員会」の枠を超えた活動を独自で行い、サラミス襲撃事件やエリシア強化など、様々な策謀を画策する野心的な人物。
第3部ではティターンズに所属し、アレキサンドリア級巡洋艦「アルカスル」の艦長となる。上官であるハンク大佐を出し抜き、ルオカンパニーのMA「ダーグウェ」に執着する。
アキラ
アスナの幼馴染み。彼女と同じある実験の被験者であり、高いニュータイプ能力を持つ。のちにサイド6の児童養護施設に移送されるが、そこが裏で人身売買を行う組織であるのを知り仲間達と共に脱走を企てたが失敗。追い詰められた所をマリー・アルベルティアに救われ、海賊の一員として生きる事になった。第1部終盤にて、偶然にも連邦軍学校の生徒となっていたアスナと再会するが、図らずも彼女が思いを寄せていたシンを殺してしまう。
第2部終盤で、ジオン共和国軍との激戦の中、消息不明となるが、第3部ではフリーの運び屋として再登場。マリー達の仇を取るべく、「委員会」の中心メンバーだったハンク・ライアン大佐を執拗に狙う。主な搭乗機はプロトタイプ・ケンプファー。
ユーナ
かつては、アキラと共にサイド6の児童養護施設を装った人身売買組織にいた少女。窮地にいた所をマリー達に救われ、海賊の一員になった。アスナのお目付け役だったが、彼女と打ち解けていく。明るく快活な少女だが、心に傷を負っており銃声を聞くとPTSDを発症してしまう。
ジオン共和国軍襲撃時に戦線を離脱して生き残り、その後アスナと共にエゥーゴに参加する。「ツバイカウ」では雑務を担当し、マスコット的存在。
マリー・アルベルティア
元ジオンの軍人であり、地球聖域思想「エレズム」の活動家。表向きは非合法の運び屋だが、その正体は船舶の護衛や破壊活動などを請け負う宇宙海賊である。連邦軍上層部の依頼でサラミスを襲撃し、エコールの学生を殺戮した実行犯でもある。
第2部ではエコールを脱走したアスナを受け入れる一方、戦士として甘さの残るアスナに対し注意を喚起していた。のちにサラミス襲撃事件の隠蔽を図る連邦軍に襲撃され、味方を守りながら死亡。彼女の死は、アスナに戦士としての決意を促すものであった。
ジャック・ベアード
劇場アトラクション『GUNDAM THE RIDE』に登場するキャラクター。一年戦争にも参加したベテランパイロット。月面アンマンで、エゥーゴが奪取したティターンズの新型ガンダム、「ガンダムMk-II」に関わる任務に就いていた。その際の模擬戦でアスナと知り合う。
第3部ではアイリッシュ級「ツバイカウ」所属のハロウィン小隊の隊長となる。主な搭乗機はリック・ディアス、ジェモ。
ベルナルド・フェレ
「ツバイカウ」の艦長。いつもだらしない私服姿で酒を飲んでいる。
いつもは副長に丸投げしていたが、ダーグウェの暴走によってアスナが絶体絶命の危機に陥ったとき、総員を退艦させて単身で艦をダークウェに特攻させ、己の命と引き換えに反撃の糸口を作った。

## 登場兵器
- TGM-79C ジム・カナール
- TGM-79C ジム・カンヌ
- MSS-008 ル・シーニュ
- MSS-009 ジェモ
- YMS-18 プロトタイプ・ケンプファー
- ORX-005CS ギャプランカスタム エリシアスペシャル
- ダーグウェ
  - スペースノイドの大企業「ルオ･カンパニー」が独自に開発していた、ヴァル・ヴァロに似た「腕はあれども脚がない」タイプの赤いニュータイプ専用MA。しかし艦艇並みに巨大かつ重武装で、しかも敵MSの近接攻撃対策としてビットまで装備している。ただし未完成で、隻腕である。
  - ルオ･カンパニーがエゥーゴへの手土産としてひそかに廃棄コロニー「ルオイー」で開発していた。が、ティターンズがこれを察知して強奪をもくろみ、エゥーゴはそれを阻止しようとして双方が艦艇を派遣。 紆余曲折の果てにエリシアが搭乗して手負いの怪物のように暴れまわり、ついにルオイーコロニーを住民の大多数もろとも破壊してしまう。

## 書誌情報
漫画「天空の学校」
1. 2002年11月26日刊行 ISBN 4-04-713520-8
2. 2003年8月1日刊行 ISBN 4-04-713564-X
3. 2004年3月26日刊行 ISBN 4-04-713612-3
4. 2004年7月26日刊行 ISBN 4-04-713641-7
5. 2004年12月25日刊行 ISBN 4-04-713687-5
  - 初回完全限定版[2] 2004年12月15日刊行 ISBN 4-04-900768-1
6. 2005年5月26日刊行 ISBN 4-04-713723-5
7. 2005年10月26日刊行 ISBN 4-04-713752-9
8. 2006年3月25日刊行 ISBN 4-04-713802-9
  - 初回完全限定版[2] 2006年3月10日刊行 ISBN 4-04-900780-0
9. 2006年10月26日刊行 ISBN 4-04-713854-1
10. 2007年8月25日刊行 ISBN 978-4-04-713936-7
11. 2008年6月26日刊行 ISBN 978-4-04-715076-8
12. 2011年3月26日刊行 ISBN 978-4-04-715666-1

小説「天空の少女」
1. 2003年10月1日刊行  ISBN 4-04-429801-7
2. 2005年6月1日刊行  ISBN 4-04-429802-5